# انتخابات سراسری هند (۲۰۱۹)
انتخابات سراسری هند (انگلیسی: Indian general election, 2019) برای ماه آوریل یا مه ۲۰۱۹ برنامه‌ریزی شده بود. این انتخابات هفدهمین دوره از انتخابات سراسری مجلس لوک سابا (مجلس نمایندگان هند) در آندرا پرادش، آروناچال پرادش و سیکیم همزمان با انتخابات سراسری هند است. بر اساس برنامه‌ریزی، زمان برگزاری انتخابات توسط کمیته انتخابات هند (ECI) در تاریخ ۱۰ مارس ۲۰۱۹ برگزار شد. شمارش آرا بیش از ۶۰۰ میلیون رای قریب به یک ماه به طول انجامید و در ۲۳ مه ۲۰۱۹ خبرگزاری رویترز بر اساس آمار رسمی کمیسیون انتخابات هند گزارش داد که حزب بهاراتیا جاناتا نارندرا مودی با کسب ۲۹۲ کرسی از ۵۴۲ کرسی مجلس را از آن خود کرده‌است و به این ترتیب حزب نارندرا مودی در انتخابات هند اعلام پیروزی کرد.

## نظام انتخاباتی
۵۴۳ نفر از اعضای منتخب لوک سابا از حوزه‌های تک عضوی نظام انتخاباتی نخست نفری (که نوعی روش رأی‌گیری است که برندهٔ مطلق انتخابات، نامزد حائز آرای بیشتر است) انتخاب می‌شوند. رئیس‌جمهور هند، اگر کسانی را واجد شرایط نمایندگی تشخیص دهد، می‌تواند فرد دیگری از دو عضو لوک سابا را که از جامعه آنگلو-هندی هستند نامزد کند.
بنابر قانون اساسی هند، انتخابات باید هر پنج سال یک بار توسط پارلمان و مجامع قانونگذاری دولتی برگزار شود، مگر اینکه یک وضعیت اضطراری به‌وجود بیاید. علاوه بر این، هر کمبود پرسنلی ناشی از مرگ یا استعفای نماینده باید از طریق انتخابات ظرف شش ماه پس از وقوع آن درگذشت یا واگذاری، پر شود.
انتخابات در مجلس سفلی (در پارلمان و در ایالت‌ها) برای اولین بار از نظام انتخاباتی نخست‌نفری استفاده می‌کنند - کاندیداها با شماری از آرا برنده انتخابات می‌شوند. انتخابات به یک سوم کرسی‌های مجلس نمایندگان راجیه سبها هر دو سال یکبار انجام می‌شود. اعضای مجلس نمایندگان به‌طور غیرمستقیم توسط مجمع‌های قانونی دولتی بر اساس نمایندگی تناسبی انتخاب می‌شوند. اعضای شوراهای قانونگذاری ایالتی (در ایالت‌هایی که دارای مجلس بالا هستند) به صورت غیرمستقیم از طریق سازمان‌های محلی انتخاب می‌شوند.
همه انتخابات در سطح مرکزی و ایالتی توسط کمیسیون انتخابات هند صورت می‌گیرد، حال آنکه انتخابات محلی توسط کمیسیون انتخابات دولتی انجام می‌شود.

لوگو رسمی

برنامه انتخابات

## نظر سنجی
در جریان انتخابات عمومی آینده هند، سازمان‌های مختلف به منظور سنجش اهداف رای‌گیری در هند، نظرسنجی‌هایی را انجام می‌دهند. نتایج این نظرسنجی‌ها در لیست زیر نمایش داده می‌شود. محدوده تاریخی این نظرسنجی‌ها از انتخابات عمومی قبلی است که در ماه آوریل و مه ۲۰۱۴به این برگزارشده است.
| Date         | آژانس رای‌گیری                                                 | NDA         | UPA             | سایرین | پیش‌افتادن | چشم‌انداز                                  |     |     |     |    |           |
| ------------ | ------------------------------------------------------------- | ----------- | --------------- | ------ | --------- | ----------------------------------------- | --- | --- | --- | -- | --------- |
| Date         | آژانس رای‌گیری                                                 | نوامبر ۲۰۱۸ | ABP News–CVoter | سایرین | پیش‌افتادن | چشم‌انداز                                  | ۲۶۱ | ۱۱۹ | ۱۶۳ | ۹۸ | مجلس معلق |
| ۳۰۰          | ۱۱۶                                                           | نوامبر ۲۰۱۸ | ABP News–CVoter | ۱۲۷    | ۱۷۳       | NDA اکثریت با ۲۸ کرسی                     |     |     |     |    |           |
| اکتبر ۲۰۱۸   | ABP News–CSDS                                                 | ۲۷۶         | ۱۱۲             | ۱۵۵    | ۱۲۱       | NDA اکثریت با ۴ کرسی                      |     |     |     |    |           |
| اوت ۲۰۱۸     | India Today–Karvy                                             | ۲۵۵         | ۲۴۸             | ۴۶     | ۷         | مجلس معلق                                 |     |     |     |    |           |
| اوت ۲۰۱۸     | India Today–Karvy                                             | ۲۲۸         | ۲۲۴             | ۹۱     | ۴         | مجلس معلق                                 |     |     |     |    |           |
| اوت ۲۰۱۸     | India Today–Karvy                                             | ۲۸۱         | ۱۲۲             | ۱۴۰    | ۱۴۱       | NDA اکثریت با ۹ کرسی                      |     |     |     |    |           |
| مه ۲۰۱۸      | ABP News–CSDS                                                 | ۲۷۴         | ۱۶۴             | ۱۰۵    | ۱۱۰       | NDA اکثریت با ۲ کرسی                      |     |     |     |    |           |
| ژانویه ۲۰۱۸  | Republic–CVoter                                               | ۳۳۵         | ۸۹              | ۱۱۹    | ۲۱۶       | NDA اکثریت با ۶۳ کرسی                     |     |     |     |    |           |
| ژانویه ۲۰۱۸  | India Today                                                   | ۳۰۹         | ۱۰۲             | ۱۳۲    | ۱۷۷       | NDA اکثریت با ۳۷ کرسی                     |     |     |     |    |           |
| ژانویه ۲۰۱۸  | ABP News–CSDS بایگانی‌شده در ۲۴ مارس ۲۰۱۹ توسط Wayback Machine | ۳۰۱         | ۱۲۷             | ۱۱۵    | ۱۷۴       | NDA اکثریت با ۲۹ کرسی                     |     |     |     |    |           |
| اوت ۲۰۱۷     | India Today                                                   | ۳۴۹         | ۷۵              | ۱۱۹    | ۲۳۰       | NDA اکثریت با ۷۷ کرسی                     |     |     |     |    |           |
| ژانویه ۲۰۱۷  | India Today                                                   | ۳۷۰         | ۶۰              | ۱۲۳    | ۲۳۷       | NDA اکثریت با ۹۸ کرسی                     |     |     |     |    |           |
| اوت ۲۰۱۶     | India Today                                                   | ۳۰۴         | ۹۴              | ۱۴۵    | ۱۵۹       | NDA اکثریت با ۳۲ کرسی                     |     |     |     |    |           |
| فوریه ۲۰۱۶   | India Today                                                   | ۲۸۶         | ۱۱۰             | ۱۴۷    | ۱۳۹       | NDA اکثریت با ۱۴ کرسی                     |     |     |     |    |           |
| اوت ۲۰۱۵     | India Today                                                   | ۲۸۸         | ۸۱              | ۱۷۴    | ۱۱۴       | NDA اکثریت با ۱۶ کرسی                     |     |     |     |    |           |
| Apr–May 2014 | نتایج انتخابات سراسری ۲۰۱۴                                    | ۳۳۶         | ۶۰              | ۱۴۷    | ۲۷۶       | NDA اکثریت با ۶۴ کرسی seats_before1 = ۲۷۲ |     |     |     |    |           |

## انتخابات ۲۰۱۸
انتخابات در اواخر نوامبر و اوایل دسامبر ۲۰۱۸ در ایالت‌های مادایا پرادش، چتیسگر، میزورام، راجستان و تلانگانا برگزار می‌شود.

## انتخابات ۲۰۱۴
در انتخابات سراسری ۲۰۱۴، ۸۶۳٬۵۰۰٬۰۰۰ هندی (مشتمل بر افراد بالاتر از ۱۸ سال) شرکت کردند. این تعداد بیش از کل آمار اتحادیه اروپا و ایالات متحده روی هم است. هزینهٔ انتخابات از سال ۱۹۸۹ سه برابر شده و تقریباً به ۳۰۰ میلیون دلار رسیده‌است. این در حالی است که بیش از یک میلیون دستگاه رأی‌گیری خودکار در این کشور استفاده می‌شود. حجم عظیم انتخابات، حکومت را مجبور به برگزاری آن در چند مرحله کرده‌است. انتخابات سراسری ۲۰۱۴ در ۹ مرحله برگزار شد. این مراحل شامل اعلام تاریخ‌های انتخابات تا اعلام نتایج را شامل می‌شوند. بدین ترتیب راه تشکیل دولت جدید تسهیل می‌شود.

## نظر سنجی و پیش‌بینی کرسی‌ها

### نظر سنجی
سازمان‌های مختلفی برای سنجش اهداف رای در هند نظرسنجی انجام داده‌اند. نتایج این نظرسنجی‌ها در این لیست نمایش داده می‌شود. محدوده تاریخ برای این نظرسنجی‌ها از انتخابات عمومی پیشین انتخابات سراسری هند (۲۰۱۴) است که در ماه آوریل و مه ۲۰۱۴برگزار شده.
| تاریخ انتشار         | آژانس نظرسنجی            |     |     | سایرین | Lead |      | اکثریت |
| تاریخ انتشار         | آژانس نظرسنجی            | NDA | UPA | سایرین | Lead |      | اکثریت |
| ۸ آوریل ۲۰۱۹         | Times Now-VMR            | ۲۷۹ | ۱۴۹ | ۱۱۵    | ۱۳۰  | ۷    |        |
| ۶ آوریل ۲۰۱۹         | IndiaTV-CNX              | ۲۷۵ | ۱۲۶ | ۱۴۲    | ۱۴۹  | ۳    |        |
| 1 Feb – ۴ آوریل ۲۰۱۹ | Jan Ki Baat              | ۳۱۰ | ۱۲۲ | ۱۱۱    | ۱۸۸  | ۳۸   |        |
| مارس ۲۰۱۹            | Times Now-VMR            | ۲۸۳ | ۱۳۵ | ۱۲۵    | ۱۴۸  | ۱۱   |        |
| مارس ۲۰۱۹            | News Nation              | ۲۷۰ | ۱۳۴ | ۱۳۹    | ۱۳۱  | Hung |        |
| مارس ۲۰۱۹            | RepublicTV–C voter       | ۲۶۴ | ۱۴۱ | ۱۳۸    | ۱۲۳  | Hung |        |
| مارس ۲۰۱۹            | IndiaTV-CNX              | ۲۸۵ | ۱۲۶ | ۱۳۲    | ۱۵۹  | ۱۳   |        |
| مارس ۲۰۱۹            | Zee 24 Taas              | ۲۶۴ | ۱۶۵ | ۱۱۴    | ۹۹   | Hung |        |
| فوریه ۲۰۱۹           | VDP Associates           | ۲۴۲ | ۱۴۸ | ۱۵۳    | ۹۴   | Hung |        |
| ژانویه ۲۰۱۹          | Times Now-VMR            | ۲۵۲ | ۱۴۷ | ۱۴۴    | ۱۰۵  | Hung |        |
| ژانویه ۲۰۱۹          | ABP News -Cvoter         | ۲۳۳ | ۱۶۷ | ۱۴۳    | ۶۶   | Hung |        |
| ژانویه ۲۰۱۹          | India Today -Karvy       | ۲۳۷ | ۱۶۶ | ۱۴۰    | ۶۷   | Hung |        |
| ژانویه ۲۰۱۹          | VDP Associates           | ۲۲۵ | ۱۶۷ | ۱۵۰    | ۵۸   | Hung |        |
| دسامبر ۲۰۱۸          | India Today              | ۲۵۷ | ۱۴۶ | ۱۴۰    | ۱۱۱  | Hung |        |
| دسامبر ۲۰۱۸          | ABP News – C Voter       | ۲۴۷ | ۱۷۱ | ۱۲۵    | ۷۶   | Hung |        |
| دسامبر ۲۰۱۸          | India TV – CNX           | ۲۸۱ | ۱۲۴ | ۱۳۸    | ۱۵۷  | ۹    |        |
| نوامبر ۲۰۱۸          | ABP News – C Voter       | ۲۶۱ | ۱۱۹ | ۱۶۳    | ۱۴۲  | Hung |        |
| اکتبر ۲۰۱۸           | ABP News                 | ۲۷۶ | ۱۱۲ | ۱۵۵    | ۱۶۴  | ۴    |        |
| اوت ۲۰۱۸             | India Today- Karvy       | ۲۸۱ | ۱۲۲ | ۱۴۰    | ۱۵۹  | ۹    |        |
| مه ۲۰۱۸              | ABP News-CSDS            | ۲۷۴ | ۱۶۴ | ۱۰۵    | ۱۱۰  | ۲    |        |
| ژانویه ۲۰۱۸          | Republic-CVoter          | ۳۳۵ | ۸۹  | ۱۱۹    | ۲۴۶  | ۶۳   |        |
| ژانویه ۲۰۱۸          | India Today              | ۳۰۹ | ۱۰۲ | ۱۳۲    | ۲۰۷  | ۳۷   |        |
| April–May 2014       | General election results | ۳۳۶ | ۶۰  | ۱۱۳    | ۲۷۶  | ۶۴   |        |